# Паламизам
Паламизам или паламитска теологија чине учења Григорија Паламе (1296–1359), чији су списи бранили источно православни концепт исихазам од напада Варлаама. Побожници Паламе понекад се називају Паламити.
Да би одбранио тврдњу да људи могу постати попут Бога обожењем, а да не угрозе Божју трансценденцију, Палама је разликовао Божју неприступачну природу и енергије кроз које је познат, и омогућава другима да деле његов божански живот. Централна идеја паламитске теологије је разлика између божанске суштине и божанске енергије, што није само концептуална разлика.
Паламизам је централни елемент источне православне теологије, пети цариградски сабор одобрио је теологију исихазма светог Грегорије Паламе и осудио његове противнике. Паламизам је описан као представљање „најдубље асимилације монашке и догматске традиције, у комбинацији са одбацивањем филозофског поимања спољне мудрости“

## Суштинска важност
Ово учење је добило у расправи Светог Григорија Паламе са схоластичким латинским теолозима, Варлаамом и Акиндином, о природи благодати и обожења. Своју теолошку синтезу против латинских схоластичких теолога Палама је формулисао ослањајући се претежно на искуство светих исихаста, читајући нарочито Макарија, Максима Исповедника и Јована Дамаскина.
а) Противно онима који учаху да Таворска светлост беше само „символ" Христовога божанства, Свети Григорије Палама показује да је та светлост енергија која зрачи из божанске суштине, као изливање Светога Духа, да је уипостазирана и нестворена и да нема сопствену ипостас. Благодат је „избијање" Бога из Себе, сијање ван Његовог личног невидљивог лика.
б) Против Варлаама, који је обожење сводио на просто подражавање Бога, Палама је развио учење да је обожење стварно учествовање, лично општење са Богом, без мешања природе. Обожујућа благодат јесте појава која преноси силу из обожене Христове човечанске природе у наш живот; отуд је спасење тајанствена промена човека у бога.
в) Поред свег Божијег присуства у Његовим нествореним енергијама, тајна Његове суштине остаје непозната. Познање значи непосредно сједињење са Богом, продирање у унутрашњост Бога колико је допуштено човеку, мада он никад неће моћи да собом схвати и исцрпе божанску суштину.
Паламина теорија не подразумева одвајање суштине и енергија у божанству, нити, пак, апсорбовање човека у суштину Бога, како иаламизму подмеће римокатоличко тумачење, које избегава да направи непосредну везу између доктрине о благодати и доктрине о обожењу.

### Исихазам
Ћутање, тиховање, унутрашња усредсређеност; аскетска традиција монашког поријекла (IV-V вијек), која се организовала као прави покрет духовног и богословског препорода, увођењем „Исусове молитве" као начина стварања стања унутрашњег усредсређења и мира гд је душа слуша и отвара се Богу. Исусова молитва састоји се изр ијечи:  „Господе Исусе Христе, Сине Божији, помилујме грешнога". Прави оснивач исихазма јесте Јован Лествичник  (649),  писац „Рајске лествице", у којој препоручује монолошку молитву. Исихија ствара стање гдје се практикују врлине, од којих су нај важније: чистота срца, покајање, а нарочито уздржање, трезвеност.

## Енергије
Божанске нестворене (грч. ενεργια, делање, дејство, радња, моћ делања). Учење о енергијама и делањима, или божанским нествореним радњама, плод је доцнијег развоја византијске теологије; суштинску важност ово учење је добило у расправи Светог Григорија Паламе са схоластичким латинским теолозима, Варлаамом и Акиндином, о природи благодати и обожења. Термин енергија и раније је употребљаван у христолошким расправама, а Шести васељенски сабор (Цариград, 681), којије осудио монотелитство, дао мује велику важност.
За Светог Јована Дамаскина, појам енергија има смисао остварења или оделотворења сваке природе. Примењујући га на христологију, он полази од става да свака природа има сопствену вољу, делање и дело стога и у Христу треба да се признају две природе и два природна делања сходно двема природама, божанској и човечанској. Разуме се, ова два делања су сједињена и раде заједнички једно са другим због њихове јединствене Ипостаси, у којој су делања човечанске природе сједињена са делањима божанске природе, па се тако јављају као богочовечанско делање. Разлика природа, воља и делања препознаје се у јединству Ипостаси, јер чак и кад је узео људско тело, Син је „Један од Тројице", исти Господ који дела кроз њих, несливено, непромењиво, нераздељиво и неразлучно.
Свети Максим такође тврди да је божанство извор енергија (идеја преузета од паламовске теологије). У општем смислу, енергија је моћ Бога који ствара кретање у тварима. За Светог Максима божанске енергије нису нешто друго до божанске логосности у њиховом конкретном делању, опажљиве на емпиријском нивоу ствари. У тим делањима логосности се могу познати као енергије: стваралачке, промислитељске и судске. Помоћу енергија Бог покреће творевину и креће се у њима самима, остајући ипак непокретан и непромењив.
У дискусијама са латинским теолозима о природи Таворске светлости (који под изговором несложености и недељивости божанске природе говораху да је благодат створена), Свети Григорије Палама (1359) прави разлику између а) бића или суштине Божије, то јест божанске нестворене природе, непромењиве, необухвативе и неизрециве, и б) божанских нестворених енергија, односно делања или личних „излажења" кроз која се Он пројављује, допуштајући да се Њиме причешћујемо или обожимо. Енергије извиру из заједничког божанства Трију Ипостаси Свете Тројице, те су због тога јединствене, недељиве, сталне и постојане. Оне су ипостазиране, то јест постоје скупа са Ипостасима, а контемплирају се стварно, не символички. Енергије не сачињавају Ипостас, немају своју личну Ипостас и не постоје независно. Енергије се комплетирају у једној Ипостаси и манифестују се кроз Ипостас, али оне саме нису Ипостас.
Учење о божанским нествореним енергијама чини суштинску карактеристику Православља. Ово учење почива на темељу вере у карактер ипостасног Бога, у обожење човека и преображење твари. За разлику од римокатоличке латинске теологије, која нагиње ка супстанцијализму, православна теологија схвата благодат као енергију и божанско делање, лично и нестворено, кроз које човек постаје „причасник божанске природе" (2. Пе-тр. 1, 4). Свакако, разлику између суштине, Ипостаси и енергије не треба преувеличавати, пошто је Црква одбацила еманационизам и модализам. Такође, обожење не треба да се поима као физичко апсорбовање твари у суштину Божију. Паламизам није ништа друго до сведочанство радикалног сукоба двеју „теологија": схоластичког супстанцијализма и патристичког персонализма, концепција које су се одразиле на многим подручјима догматике, посебно на сотириологији и светотајинској теологији.

## Православно учење
Православна теологија схвата благодат као енергију и божанско делање, лично и нестворено, кроз које човек постаје „причасник божанске природе" (2 Петр. 1,4). Свакако, разлику између суштине, Ипостаси и енергије не треба преувеличавати, пошто је Црква одбацила еманационизам и модализам. Такође, обожење не треба да се поима као физичко апсорбовање твари у суштину Божију. Паламизам није ништа друго до сведочанство радикалног сукоба двеју теологија: схоластичког супстанцијализма и патристичког персонализма, концепција које су се одразиле на многим подручјима догматике, посебно на сотириологији и светотајинској теологији.